# Вилейско-Минская водная система
Вилейско-Минская водная система (бел. Вілейска-Мінская водная сістэма) — система водоснабжения Минска посредством переброса воды из Вилии (бассейн Немана) в Свислочь (бассейн Днепра).
Снабжает районы: Московский, Фрунзенский и, частично, Октябрьский.

## История
В 60-е годы XX века — Минск полностью удовлетворял свои потребности из подземных источников и реки Свислочь. Из-за дальнейшего бурного роста промышленного производства появился дефицит воды (особенно для технических нужд). Предлагалось подпитывать Свислочь из Немана, Птичи, Березины, Вилии. Остановились на Вилии (дешевле и вода лучше по качеству).
Начала строиться в 1968 году, сдана в эксплуатацию 15 января 1976 года.

## Описание
В Вилейско-Минскую водную систему входит Вилейское водохранилище, главное в системе и самое крупное в республике. Вилейское водохранилище создано на реке Вилии, находится в водосборном бассейне Немана и лежит на 75 м ниже Минска. Канал из Вилейского водохранилища, по которому забирается вода в Заславское водохранилище, имеет протяженность 62,5 км. На трассе канала имеется 6 насосных станций мощностью 22 м³/с каждая, которые по 4 трубопроводам поднимают воду на 75 м до водораздела в районе Радошковичей и перекачивают её в Заславское водохранилище. По трассе канала может перебрасываться до 480 млн м³ воды за год.
Заславское водохранилище принимает из канала вилейскую воду.
Водохранилища Криница и Дрозды расположены ниже Заславского водохранилища на реке Свислочь. За водохранилищем Дрозды расположено Комсомольское озеро.
По каскаду водохранилищ на Свислочи вилейская вода поступает в Минск, далее идёт в Березину. В пределах города Минска сооружены водно-декоративные системы — Слепянская и Лошицкая.
В результате ввода Вилейско-Минской водной системы произошло существенное увеличение водности реки Свислочь, улучшилось водоснабжение промышленности Минска, проведены значительные работы по водному благоустройству города, созданы новые водные объекты, которые улучшили условия отдыха населения в пригородной зоне белорусской столицы.